# 螞蟻星雲
螞蟻星雲（正式名稱Menzel 3，簡稱Mz3）是一個位於矩尺座的行星狀星雲，於1997年7月20日被華盛頓大學天文學家布魯斯·貝里克（Bruce Balick）和萊登大學天文學家文森特·艾克（Vincent Icke）在研究哈伯太空望遠鏡的影像時發現的。
在1998年6月30日，噴射推進實驗室的Raghvendra Sahai和John Trauger再度使用哈勃望遠鏡拍攝這個行星狀星雲的特寫。
Mz3被稱為螞蟻星雲是因為它的影象就十分像一隻普通螞蟻的頭部和胸部。

## 外部連結
- 每日一天文圖(中文)

1. STScI. Astro-Entomology? Ant-like Space Structure Previews Death of Our Sun （页面存档备份，存于）. Press release: Space Telescope Science Institute. February 1, 2001.